# Breviparopus
Breviparopus taghbaloutensis byl zřejmě obří sauropodní dinosaurus, který žil v jurském období (před asi 160-175 miliony let) v Severní Africe (dnešní Maroko). V současnosti je tento gigantický tvor znám pouze jako ichnotaxon (dochovala se pouze série jeho velkých stop).
Stopy měřily na délku 115 cm a na šířku přes 50 cm, což odpovídá tvoru o velikosti možná přes 40 metrů a hmotnosti v desítkách tun. Jedná se o jedny z největších objevených stop jakéhokoliv živočicha v historii planety. Nejvyšší odhady velikosti dinosaura se pohybují až okolo 48 metrů délky a asi 55 tun hmotnosti. Tyto odhady však samozřejmě nelze nijak uspokojivě doložit.
Ještě větší otisky stop sauropodů byly objeveny v australské lokalitě Broome. Tyto téměř 2 metry dlouhé otisky stop by mohly ukazovat na gigantického sauropoda o hmotnosti až kolem 200 tun, pravděpodobně však jejich rozměry nadsadila skluzová stopa, která je výrazně prodloužila. Je také možné, že se o skutečné otisky stop nejedná.

### Česká literatura
- SOCHA, Vladimír (2021). Dinosauři – rekordy a zajímavosti. Nakladatelství Kazda, str. 38.